# 尖翅弄蝶屬
尖翅弄蝶屬（學名：Badamia）在中國稱尖翅弄蝶屬，是弄蝶科豎翅弄蝶亞科中的一個屬，包含了兩個物種。廣泛分佈於東洋界、古北界和澳新界。

## 形態
成蟲中到大型。前翅狹長，褐色，頂角尖出，翅面有透明斑；中室很長，長大於前翅後緣。後翅2A脈尖出，略呈尾狀，2A 脈與 Cu2 脈間凹入，臀角明顯呈瓣狀突出。觸角短，不及前翅長的二分之一。腹部有橫紋。雄蝶後足脛節有一束豎立毛簇，嵌在胸部的窩內。

## 寄主
- 使君子科：欖仁樹屬、風車藤屬
- 木犀科：插柚紫屬
- 桑科：榕屬
- 金虎尾科：飛鳶果屬、驟翅果屬、三星果屬
- 蝶形花科：水黃皮屬

## 物種
- 太平洋長翅弄蝶 B. atrox (Butler, 1877)
- 尖翅弄蝶 B. exclamationis (Fabricius, 1775)

## 腳註
1. 1 2  Toussaint, E. F., Chiba, H., Yago, M., Dexter, K. M., Warren, A. D., Storer, C., ... & Kawahara, A. Y. (2020). Afrotropics on the wing: phylogenomics and historical biogeography of awl and policeman skippers. Systematic Entomology. （英文）
2. ↑  Brower, Andrew V. Z. and Andrew Warren. 2010. Badamia Moore 1881 （页面存档备份，存于）. Version 20 October 2010 (under construction). in [ http://tolweb.org/ （页面存档备份，存于） The Tree of Life Web Project] （英文）
3. ↑  袁鋒, 袁向群, 薛國喜. . 中國 北京: 科學出版社. 2015: 113-114. ISBN 9787030439147.

## 外部連結
- 维基共享资源上的相關多媒體資源：尖翅弄蝶屬
- 維基物種上的相關：尖翅弄蝶屬
- Badamia （页面存档备份，存于） - funet.fi （英文）